# Ungulina
Ungulina is een monotypisch geslacht van schimmels behorend tot de familie Polyporaceae. Het lectotype is Ungulina fomentaria, maar deze werd later overgeplaatst naar het geslacht Fomes als Fomes fomentarius.

## Soorten
Volgens Index Fungorum telt het geslacht een soort (peildatum maart 2023):
| Soortnaam            | Auteur(s) | Publicatiejaar |
| -------------------- | --------- | -------------- |
| Ungulina substratosa | Malençon  | 1956           |